# 汐月佑心
汐月 佑心（しおつき ゆうしん、2003年3月28日 - ）は、日本のラグビー選手。

## プロフィール
- 熊本県出身[1]。
- ポジションはフランカー(FL)。
- 身長 172 cm、体重 93 kg
- ニックネームはゆうしん。

## 来歴
2021年、九州学院高校卒業後、東海大学に入学。
2024年、東海大学湘南校舎体育会ラグビーフットボール部の合同主将に就任。